# 斛增六
武仙座37，又名BD+04 3235，HD 150378、SAO 121776、HR 6195，是武仙座的一颗恒星，视星等为5.77，位于銀經20.82，銀緯30.87，其B1900.0坐标为赤經16h 35m 40.7s，赤緯+4° 30.87′ 53″。